# EDC Paris Business School
EDC Paris Business School es una escuela de negocios internacional y una de las principales Grandes Escuelas en Francia. Fue establecida en 1950. Posee campus propios en La Défense.
Sus programas cuentan con la triple acreditación internacional de CGE, EPAS y UGEI. La escuela cuenta con numerosos alumnos notables en el campo de los negocios y la política, incluyendo varios CEO's, y el actual presidente de la FIA Jean Todt.
La escuela, con una red de 15.000 antiguos alumnos. 